# Mitteldeutscher Rundfunk

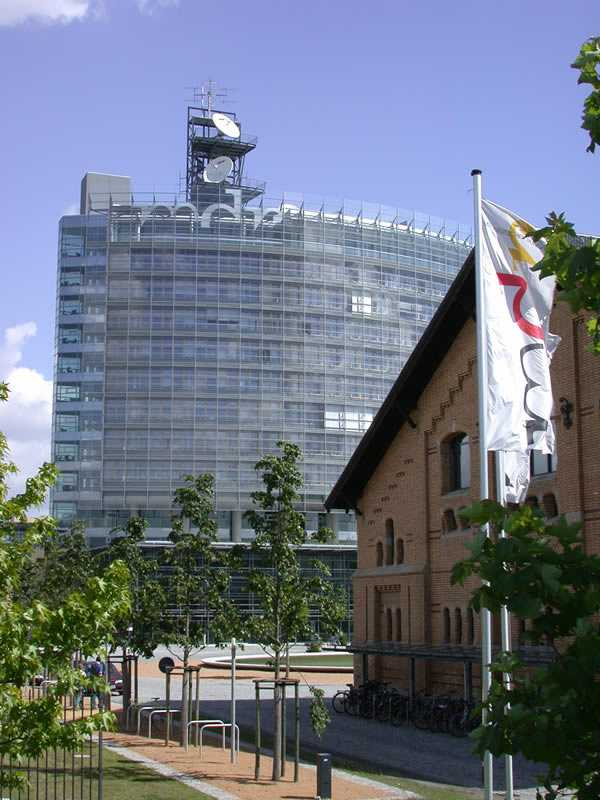
Sídlo v Lipsku

Mitteldeutscher Rundfunk (ve zkratce MDR, česky Středoněmecký rozhlas) je veřejnoprávní vysílatel v německých spolkových zemích Durynsko, Sasko a Sasko-Anhaltsko. Byl založen v lednu 1991 s hlavním sídlem v Lipsku. Má přibližně 2 000 zaměstnanců. Hlavní rozhlasové studio je v Halle, kde jsou také rozhlasová studia pro každé ze tří hlavních měst států pro území, kde MDR vysílá: Drážďany (Sasko), Erfurt (Durynsko), a Magdeburg (Sasko-Anhaltsko).
Je členem ARD a má právní formu veřejné instituce. Od roku 1992 nahradila rozhlasové a televizní stanice Německé demokratické republiky v jižní a jihozápadní části jejich bývalé vysílací oblasti, které byly rozpuštěny v průběhu sjednocení Německa. Vysílací oblasti ve státech Berlín, Braniborsko a Meklenbursko-Přední Pomořansko převzaly SFB (Sender Freies Berlin), ORB (Ostdeutscher Rundfunk Brandenburg) a NDR (Norddeutscher Rundfunk); první dvě se sloučily a vytvořily RBB (Rundfunk Berlin-Brandenburg).
Instituce má sídlo v Lipsku, jak je stanoveno ve státní smlouvě MDR. Sídlo stanice a především její televize se nachází na místě bývalých jatek v Lipsku-Süd na konci Kantstraße.

## Televizní stanice
- MDR Fernsehen (MDR TV)

## Rozhlasové stanice
- MDR Sachsen – regionální rozhlasová stanice pro Sasko
- MDR Sachsen-Anhalt – regionální vysílání pro Sasko-Anhaltsko
- MDR Thüringen – regionální rozhlasová stanice pro Durynsko
- MDR Sputnik – rozhlasová stanice pro mladé posluchače
- MDR Jump – pop
- MDR Kultur
- MDR Aktuell – zprávy
- MDR Klassik (pouze v digitální vysílání) – klasická hudba